# Maršová-Rašov
Maršová-Rašov ist eine Gemeinde im Nordwesten der Slowakei mit 1066 Einwohnern (Stand 31. Dezember 2024), die zum Okres Bytča, einem Teil des Žilinský kraj, gehört.

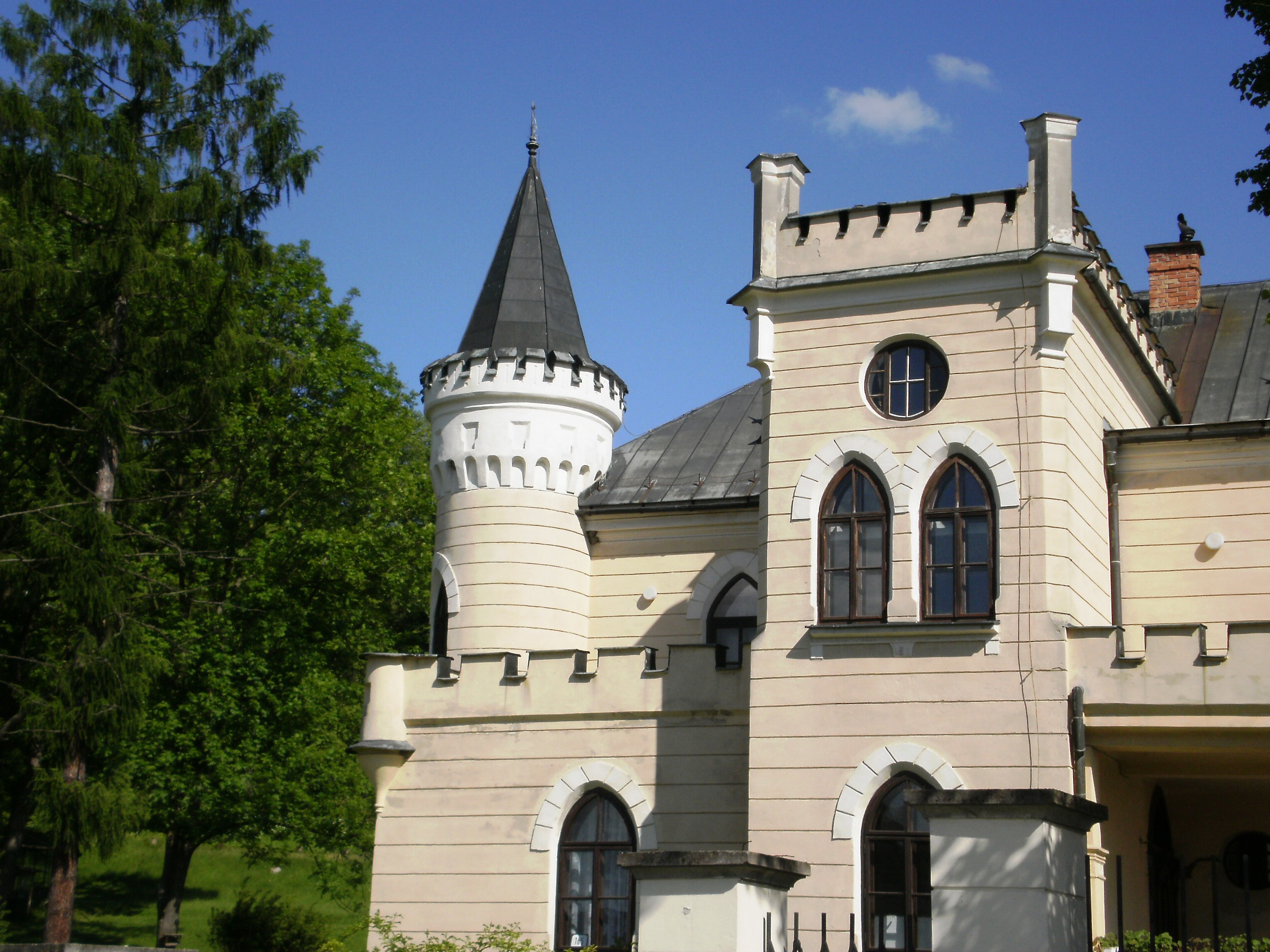
Schloss

## Geographie
Die Gemeinde befindet sich im Talkessel Bytčianska kotlina innerhalb der größeren Tallandschaft Považské podolie, zwischen der Waag westlich und dem Gebirge Súľovské vrchy östlich des bebauten Gebietes. Das Ortszentrum liegt auf einer Höhe von 310 m n.m. und ist siebeneinhalb Kilometer von Bytča sowie zehn Kilometer von Považská Bystrica entfernt.
Nachbargemeinden sind Predmier im Norden und Nordosten, Súľov-Hradná im Osten, Plevník-Drienové im Süden und Bytča (Stadtteile Beňov und Mikšová) im Westen und Nordwesten.

## Geschichte
Auf dem heutigen Gemeindegebiet gab es gegen Beginn unserer Zeitrechnung eine Siedlung der Puchauer Kultur, im 8. Jahrhundert eine slawische Siedlung. Im Mittelalter entwickelten sich drei unabhängige Orte (Maršová, Rašov und Urbanov), die 1898 vereinigt wurden.
Der Hauptort Maršová wurde zum ersten Mal 1400 als Marsowafalwa schriftlich erwähnt und war damals Teil der Herrschaftsgebietes der Waagburg, später waren die Güter zwischen mehreren Familien aufgeteilt, wobei die Familie Maršovský den Großteil behielt. 1598 hatte die Ortschaft 12 Häuser, 1828 zählte man 20 Häuser und 139 Einwohner, deren Haupteinnahmequelle Landwirtschaft war. Historische Namen sind Marsofalva (1462), Marsowa (1477), Marsy (1488), Marsova (1773).
Rašov wurde zum ersten Mal 1439 als Rasov schriftlich erwähnt und war wie Maršová Teil der Herrschaftsgebietes der Waagburg. 1598 hatte die Ortschaft 21 Häuser, 1828 zählte man 63 Häuser und 363 Einwohner. Historische Namen sind Rassow (1458), Rassowa (1471), Rassow (1773) und zuletzt Rassó (1808).
Urbanov wurde zum ersten Mal 1269 als Urbano schriftlich erwähnt, der Besitz war zwischen den Familien Hrabovský und Urbanovský geteilt. 1598 hatte die Ortschaft vier Häuser, 1828 zählte man sieben Häuser und 75 Einwohner. Historische Namen sind Urbanow (1406), Wrbanowcz, Urbanfalva (1504), Beno-Urbanow (1773) und zuletzt Urbanó (1808).
Die 1898 entstandene Gemeinde hieß zuerst (amtlich ungarisch) Rassómarsófaluurbanó, bis sie 1907 den Namen Marsófalva erhielt. Bis 1918 gehörte die im Komitat Trentschin liegende Gemeinde zum Königreich Ungarn und kam danach zur Tschechoslowakei beziehungsweise heute Slowakei. 1924, 1958 und 1960 wurde der Ort durch Waaghochwasser heimgesucht. Seit 1998 trägt die Gemeinde den offiziellen Namen Maršová-Rašov, bis dahin hieß sie nur Maršová, bis 1927 auch Maršovka.

## Bevölkerung
| Jahr                | 1994 | 2004    | 2014  | 2024     |
| ------------------- | ---- | ------- | ----- | -------- |
| Anzahl der Personen | 728  | 780     | 858   | 1066     |
| Unterschied         |      | +7,14 % | +10 % | +24,24 % |

| Jahr                | 2023 | 2024    |
| ------------------- | ---- | ------- |
| Anzahl der Personen | 1064 | 1066    |
| Unterschied         |      | +0,18 % |

Nach der Volkszählung 2011 wohnten in Maršová-Rašov 814 Einwohner, davon 799 Slowaken, 4 Tschechen und ein Pole. 10 Einwohner machten keine Angaben zur Ethnie.
745 Einwohner bekannten sich zur römisch-katholischen Kirche, 18 Einwohner zur Evangelischen Kirche A. B.; ein Einwohner bekannte sich zu einer anderen Konfession. 23 Einwohner waren konfessionslos und bei 27 Einwohnern ist die Konfession nicht ermittelt.

## Bauwerke und Denkmäler
- Glockenturm aus dem Jahr 1877
- Landschloss
- Kapelle in Rašov aus dem 18. Jahrhundert
- Kreuzerhöhungskapelle im klassizistischen Stil aus dem Jahr 1848